# Модільяна
Модільяна (італ. Modigliana) — муніципалітет в Італії, у регіоні Емілія-Романья,  провінція Форлі-Чезена.
Модільяна розташована на відстані близько 260 км на північ від Рима, 55 км на південний схід від Болоньї, 22 км на захід від Форлі.
Населення — 4654 особи (2014).

## Демографія
Населення за роками:

Станом на 1 січня 2023 року в муніципалітеті офіційно проживало 405 іноземців з 30 країн, серед них 60 громадян країн Євросоюзу та 25 громадян України.

## Сусідні муніципалітети
- Бризігелла
- Кастрокаро-Терме-е-Терра-дель-Соле
- Довадола
- Марраді
- Рокка-Сан-Кашіано
- Тредоціо